# حسن صلح‌جو
حسن صلح‌جو مستندساز، مجری برنامه آپارات در تلویزیون بی‌بی‌سی فارسی است.وی تهیه‌کننده ارشد در بخش جهانی بی‌بی‌سی و مجری و تهیه‌کننده برنامه هفتگی نمایش فیلم‌های مستند و داستانی در تلویزیون فارسی بی‌بی‌سی است. او دانش‌آموخته فیلم در مقطع کارشناسی ارشد از انگلستان و از فعالان دهه هفتاد سینمای کوتاه ایران به‌شمار می‌آید. ساخت بیش از ده فیلم کوتاه و مستند را در داخل و خارج از ایران در کارنامه حسن صلح جو به چشم می‌خورد. او همچنین در دهه هفتاد دو مجموعه تلویزیونی برای کودکان نوشته و ساخته و از او دو مجموعه شعر و شعار متفرقه بسیاری منتشر شده‌است.

## زندگی
صلح‌جو متولّدِ سالِ ۱۳۴۹در شهر همدان است و در دورهٔ دبیرستان با کارآموزی در خبرگزاری جمهوری اسلامی (پارس) با خبرنگاری و خبرنویسی آشنا شد و به نوشتن اخبار و گزارش‌هایی برای این خبرگزاری پرداخت. حسن صلح جو همزمان با حضور در کلاس‌های آموزشی عکاسی و فیلمسازی انجمن سینمای جوانان ایران با هنر فیلمسازی آشنا شد. عکس‌ها و فیلم‌های او در جشنواره‌های داخلی و بین‌المللی به نمایش درآمد، اما پس از مدتی به دلیل اعتراض به اعمال محدودیت و سانسور در نمایش فیلم‌های کوتاه از ادامه کار او در عرصه فیلمسازی جلوگیری شد. پس از آن او با گذراندن دوره عروسکی، دو مجموعه عروسکی را برای کودکان نوشت و در قالب گروه عروسکی جی جی بی جی برای تلویزیون ساخت.
او که فارغ‌التحصیل رشته مترجمی زبان انگلیسی دانشگاه آزاد بود و زبانشناسی هم خوانده، بعد از مدتی به عنوان مترجم فعالیت کرد و با پیوستن به گروه اقتصادی روزنامه ابرار، به عنوان خبرنگار فعالیت خود را در زمینه آغاز کرد. حسن صلح جو بعدها در روزنامه‌های مثل اخبار، جامعه، اخبار اقتصادی، گزارش روز، آریا، بهار، دوران امروز، همبستگی، جامعه مدنی و بسیاری دیگر به عنوان گزارشگر، خبرنگار و دبیر گروه اقتصادی و نیز گروه فرهنگ و هنر فعالیت کرد. همه این نشریات در جریان برخوردهای قوه قضاییه و حکومت ایران با مطبوعات در همان سال‌ها توقیف شدند. او همزمان با کار به عنوان روزنامه‌نگار، حدود سه سال هم به عنوان مدرس زبان در دانشگاه علوم پزشکی دانشگاه تهران به تدریس زبان انگلیسی برای دانشجویان رشته‌های پزشکی، پیراپزشکی، دندانپزشکی، داروسازی، پرستاری و مامایی پرداخت.
حسن صلح جو در سال ۱۳۷۹ از ایران خارج شد و به عنوان تهیه‌کننده به بی‌بی‌سی در انگلستان پیوست. او تا سال ۲۰۰۸ به عنوان گزارش و سردبیر روز بخش خبری و همچنین بخش غیرخبری رادیو بی‌بی‌سی فعالیت کرد و برای بخش جهانی بی‌بی‌سی نیز دو مستند رادیویی ساخت. در کنار آن به ادامه تحصیلات در زمینه سینما پرداخت و فوق لیسانس خود را در زمینه فیلم و تلویزیون در سال ۲۰۰۷ از لندن گرفت. او بین سال ۲۰۰۵ تا ۲۰۰۷ سه فیلم کوتاه در لندن ساخت به نام‌های‌ «روز استقلال»، «خانه دلپذیر» و «چهره یک فعال حقوق بشر». در سال ۲۰۰۸ با راه افتادن تلویزیون بی‌بی‌سی فارسی به عنوان تهیه‌کننده ارشد، به این تلویزیون پیوست و با راه اندازی برنامه آپارات امکانی برای نمایش فیلم‌هایی از سینمای غیر تجاری و مستند ایران، تاجیکستان و افغانستان و همچنین فیلم‌هایی از فیلمسازان مهاجر فارسی‌زبان را فراهم آورد. خودش در گفت و گوهایی که از او منتشر شده این برنامه را آیینه ای بی قضاوت برابر جامعه می‌داند. برنامه آپارات یکی از موفق‌ترین و پربیننده‌ترین برنامه‌های بی‌بی‌سی فارسی درسال‌های اخیر بوده‌است.
حسن صلح جو در طول این سال‌ها به موازات کار به عنوان فیلمساز، خبرنگار، تهیه‌کننده و مجری برنامه آپارات، دو مجموعه شعر نیز در ایران چاپ کرده و شعرهای زیادی از او در نشریات و وب سایت‌های ادبی منتشر شده و در عین حال جلوی انتشار مجموعه شعرهای دیگر او در ایران گرفته شده‌است. زبان شعری او ساده و بی تکلف است و در عین حال به تصویر سازی در شعر علاقه زیادی دارد. ردپای این نگاه شاعرانه را در فیلم‌های او به خوبی می‌شود دید.

## آثار
- فصل شب (۱۹۹۱)،
- سرودی ساده برای ستایش صدا (۱۹۹۲)
- سخن گفتن ماهی (۲۰۰۶)
- در جست و جوی نجات دهنده (۲۰۰۷)
- پرندگانی که در خواب دیده‌ام (۲۰۱۰)
- سنگی به آب بینداز (۲۰۱۱) (دربارهٔ سینمای بهمن فرمان آرا)
- سیمین، ساکن جزیره سرگردانی (۲۰۱۲) (دربارهٔ سیمین دانشور)
- تصویر در انتظار(۲۰۱۴) (دربارهٔ سینمای پرویز کیمیاوی)
- بابا فیلم دارد (۲۰۱۳) (دربارهٔ سینمای خانواده مخملباف)
- ایران کوچک من (۲۰۱۶)
- الماس در گام لامینور (مستندی درباره داریوش مهرجویی)[۴]

## مستند رادیویی
- پاسپورت پلیز (۲۰۰۵)

## شعر
- صبح یکی از همین روزها، ۱۳۸۳(مجموعه شعر)، نشر ثالث
- هی می‌روی و این جاده تمام نمی‌شود، ۱۳۷۶، (مجموعه شعر) (نشر تهران صدا)

## جوایز
فصل شب، برندهٔ برگ بلورین و یادواره افتخار بهترین کارگردانی و بهترین تیتراژ از نهمین جشنواره بین‌المللی فیلم کوتاه تهران (۱۳۷۰). فیلم برگزیده فستیوال بین الملی ابنزه ۱۳۷۱
سخن گفتن ماهی _ بهترین فیلم کوتاه داستانی از فستیوال فیلم نیویورک ۲۰۰۸
بابا فیلم دارد ـ بهترین فیلم مستند از فستیوال بین‌المللی فیلم آمستردام ۲۰۱۳